# Чемпионат СССР по боксу 1949
Чемпионат СССР по боксу 1949 года проходил 10—16 июля в Каунасе (Литовская ССР).

## Медалисты
| Весовая категория           | Золото                                       | Серебро                                      | Бронза                                      |
| --------------------------- | -------------------------------------------- | -------------------------------------------- | ------------------------------------------- |
| Наилегчайший вес (до 51 кг) | Анатолий Булаков «Динамо» (Москва)           | Лев Сегалович Вооруженные силы (Москва)      | Василий Кудрявцев «Красное Знамя» (Иваново) |
| Легчайший вес (до 54 кг)    | Габриэль Ханукашвилли «Динамо» (Тбилиси)     | Иван Авдеев «Динамо» (Москва)                | Михаил Серёгин «Пищевик» (Москва)           |
| Полулегкий вес (до 57 кг)   | Иван Князев «Водник» (Ленинград)             | Анатолий Буланов «Наука» (Одесса)            | Е. Филатов «Трудовые резервы» (Москва)      |
| Лёгкий вес (до 60 кг)       | Анатолий Грейнер «Вооруженные силы» (Москва) | Семен Мулин «Динамо» (Москва)                | Виктор Меднов «Трудовые резервы» (Москва)   |
| Полусредний вес (до 67 кг)  | Сергей Щербаков «Крылья Советов» (Москва)    | Александр Сурков «Трудовые резервы» (Москва) | Николай Сафеев «Трудовые резервы» (Москва)  |
| Средний вес (до 73 кг)      | Владимир Коган «Динамо» (Минск)              | Борис Сильчев «Трудовые резервы» (Москва)    | Роман Каристэ «Динамо» (Таллин)             |
| Полутяжелый вес (до 81 кг)  | Геннадий Степанов «Динамо» (Москва)          | Раймонд Турья «Калев» (Таллин)               | Юрий Егоров «Трудовые резервы» (Москва)     |
| Тяжелый вес (свыше 81 кг)   | Николай Королёв «Пищевик» (Москва)           | Альгирдас Шоцикас «Жальгирис» (Каунас)       | Анатолий Перов «Трудовые резервы» (Москва)  |